# Méthylium
Le méthylium ou cation méthyle est une espèce chimique de formule CH3+. Il peut être vu comme un radical méthylène :CH2 protoné ou comme un radical méthyle •CH3 ayant cédé un électron. Il s'agit d'un carbocation de type carbénium dont l'atome de carbone porte la charge positive (C+) selon une géométrie plane trigonale en raison d'une hybridation sp2.
On l'obtient, par exemple dans le cadre d'études par spectrométrie de masse, par photo-ionisation de radicaux méthyle aux ultraviolets ou par collision de cations monoatomiques tels que C+ et Kr+ avec du méthane CH4 neutre. Dans ces conditions, il réagit avec l'acétonitrile CH3CN pour donner l'ion (CH3)2CN+. Il se dissocie spontanément par capture d'un électron de faible énergie (moins de 1 eV).
Le méthylium se rencontre parfois comme intermédiaire à l'état condensé. Il a été proposé comme intermédiaire réactionnel par soustraction d'hydrure ou par protonation du méthane avec l'acide magique HSO3F·SbF5. CH3+ est très réactif, même avec les alcanes.
Il est bien connu pour sa réaction de recombinaison dissociative dans le milieu interstellaire ou dans l'ionosphère de certaines planètes :
CH3+ + e− ⟶ :CH2 + H·.
Les modèles théoriques prédisent que c’est en passant par le méthylium que de nombreuses molécules plus complexes peuvent être produites. Ce carbocation est en quelque sorte à la racine de la chimie organique et une des briques de la vie, d'où l'importance de sa découverte dans un disque protoplanétaire autour d'une étoile jeune dans la nébuleuse d'Orion en 2023.